# Burg Eilenburg

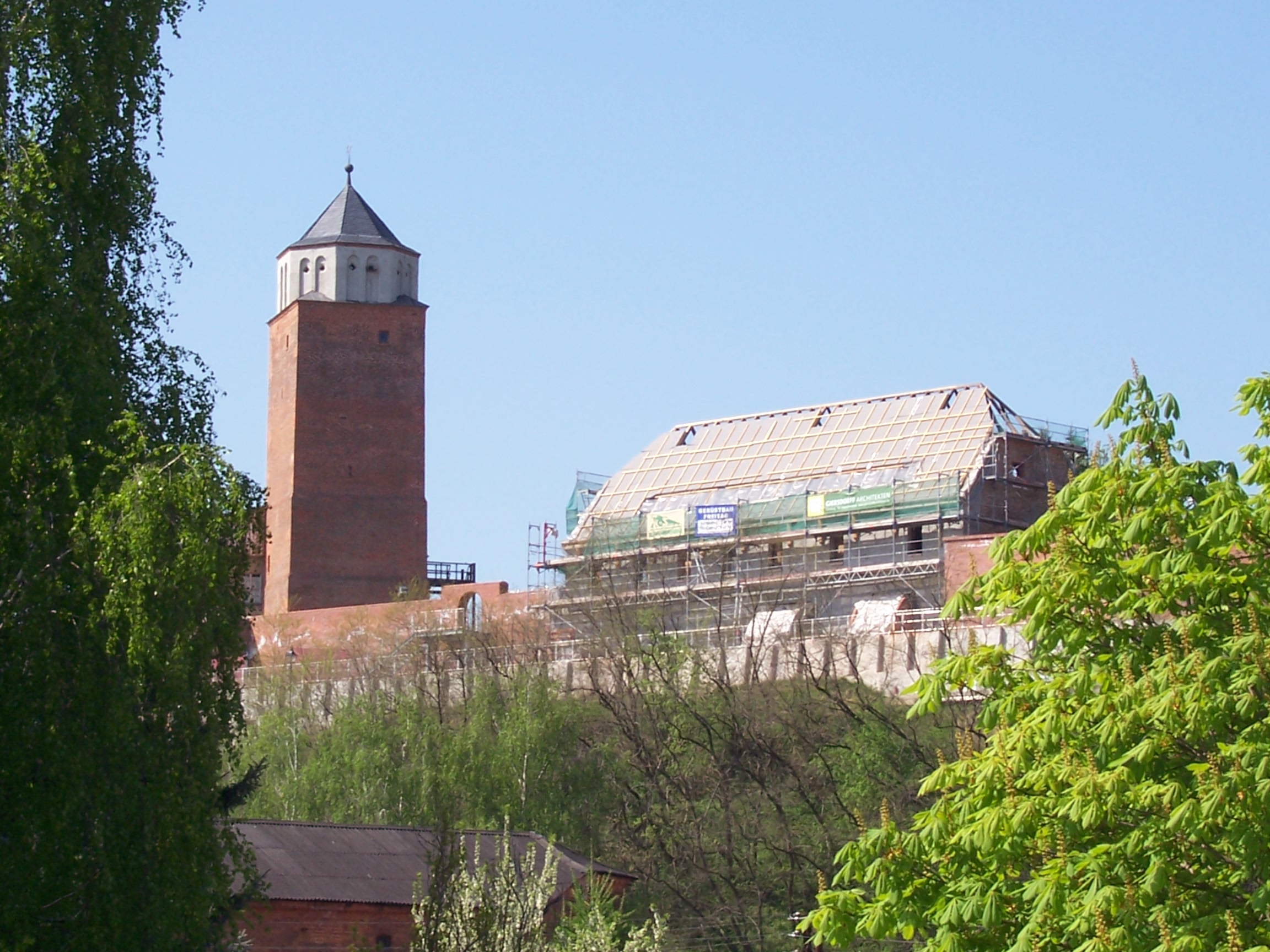
Die Burg während der Gefängnissanierung (2009)

Die Eilenburg (auch Eulenburg) ist eine Burganlage in der gleichnamigen sächsischen Stadt Eilenburg im Landkreis Nordsachsen und lag ehemals im Bereich des Limes Sorabicus. Die vermutlich im 9. Jahrhundert angelegte slawische Befestigung wurde in der zweiten Hälfte des 10. Jahrhunderts Zentrum des Burgwards Ilburg. Um die Jahrtausendwende kam sie in den Besitz der Wettiner und gab danach dem Geschlecht derer zu Eulenburg (Adelsgeschlecht) seinen Herkunftsnamen. Die für die Landesgeschichte Sachsens bedeutende Burg besteht heute aus zwei mit Backstein errichteten Wohntürmen aus den Jahrzehnten um 1200, einer etwa gleichaltrigen Ringmauer, mehreren Gräben und dem barocken Amtshaus. Der dritte Turm, ein Bergfried unbekannten Alters, stürzte 1972 teilweise ein. Die Ruine wurde kurz darauf gesprengt.

## Geschichte

### Frühes und hohes Mittelalter
Die Höhenburg wurde vermutlich im 9. Jahrhundert errichtet und bildete das Zentrum eines etwa 270 Quadratkilometer großen Siedlungsgebietes an der mittleren Mulde in der Grenzzone des Limes Sorabicus. Die Burginhaber wurden vermutlich als Siusli bezeichnet und gehörten dem Stammesverband der westslawischen Sorben an. Die Burg Eilenburg (Eulenburg u. ä.) war eine ringartig angelegte Burganlage auf einer kuppenartig ausgebildeten Randhöhe des Muldentales, die ein etwa 220 mal 150 Meter großes Plateau umfasste. Die höchsten Punkte des Eilenburger Schloßberges liegen zwischen 132,5 und 135 m Seehöhe, also gut 30 m über dem Stadtkern. Reste dieser Befestigungsanlage sind in bis zu zehn Meter hohen Erdwällen auf dem Burgberg erkennbar.
Mit der Eingliederung in das Ostfrankenreich und strukturellen Erfassung der Gebiete zwischen Saale und Elbe unter den Königen Heinrich I. und Otto I. wurde die Burg um die Mitte des 10. Jahrhunderts Mittelpunkt eines Burgwards und damit in dieser Region Zentrum der Grundherrschaft Ilburg (Eulenburg, Eilenburg). Vermutlich wurden im Zusammenhang mit der Einrichtung der Grundherrschaft auch die Befestigungsanlagen erneuert und ausgebaut, doch können über die Art und den Umfang der Umgestaltungen ohne ausgedehnte archäologische Ausgrabungen keine genauen Aussagen getroffen werden. Zur Burg gehörte auch eine dem heiligen Petrus geweihte Kirche, die vor allem als Kirche für die Burgbesatzung, darüber hinaus aber auch als Kirche für den gesamten Burgward diente. Kirchenrechtlich gehörte sie zum Bistum Merseburg, doch ist aufgrund von Übertragungen des Kirchenzehnts aus den Einkünften der Erbuntertanen der Grundherrschaft Ilburg an das Magdeburger Mauritiuskloster von einem nicht unbeträchtlichen Anteil der dortigen Benediktinermönche an der Mission des Christentums im Eilenburger Raum auszugehen. In einer Urkunde Ottos I. vom 29. Juli 961 wird erstmals eine civitas Ilburg im Gebiet Suisile genannt.
Im Jahr 1000 befand sich die ursprünglich direkt dem König unterstehende Grundherrschaft, das heißt das gesamte Gebiet mit der Burg Eilenburg im Zentrum, in der Grafschaft des Grafen Friedrich I. aus dem Geschlecht der Wettiner. Nach Friedrichs Tod wurde sein Neffe, der spätere Markgraf Dietrich I. mit der Grafschaft Eilenburg belehnt. Der pagus Siusili und damit auch die Burg Eilenburg wurden namensgebender Stammsitz des Geschlechts derer zu Eulenburg und waren zeitweilig auch wieder im Besitz des Hauses Wettin.
Am Ende des 12. und zu Beginn des 13. Jahrhunderts erlebte die Burg einen repräsentativen Ausbau mit einer Ringmauer und mindestens zwei, möglicherweise auch drei Türmen aus Backstein. Der sogenannte Sorbenturm und der Südwestturm der Burg waren Wohntürme, die den Burgmannen, vermutlich zahlreich sorbischer Herkunft, der Burg als Sitz gedient haben dürften. Unter den Burgmannen sind besonders die zu Eulenburg zu nennen, eine der bedeutendsten Ministerialenfamilien der Wettiner und nachfolgend Inhaber der Burg Eilenburg (Eulenburg u. ä.). Möglicherweise gehört der Bergfried in diese Ausbauphase.

### Spätmittelalter

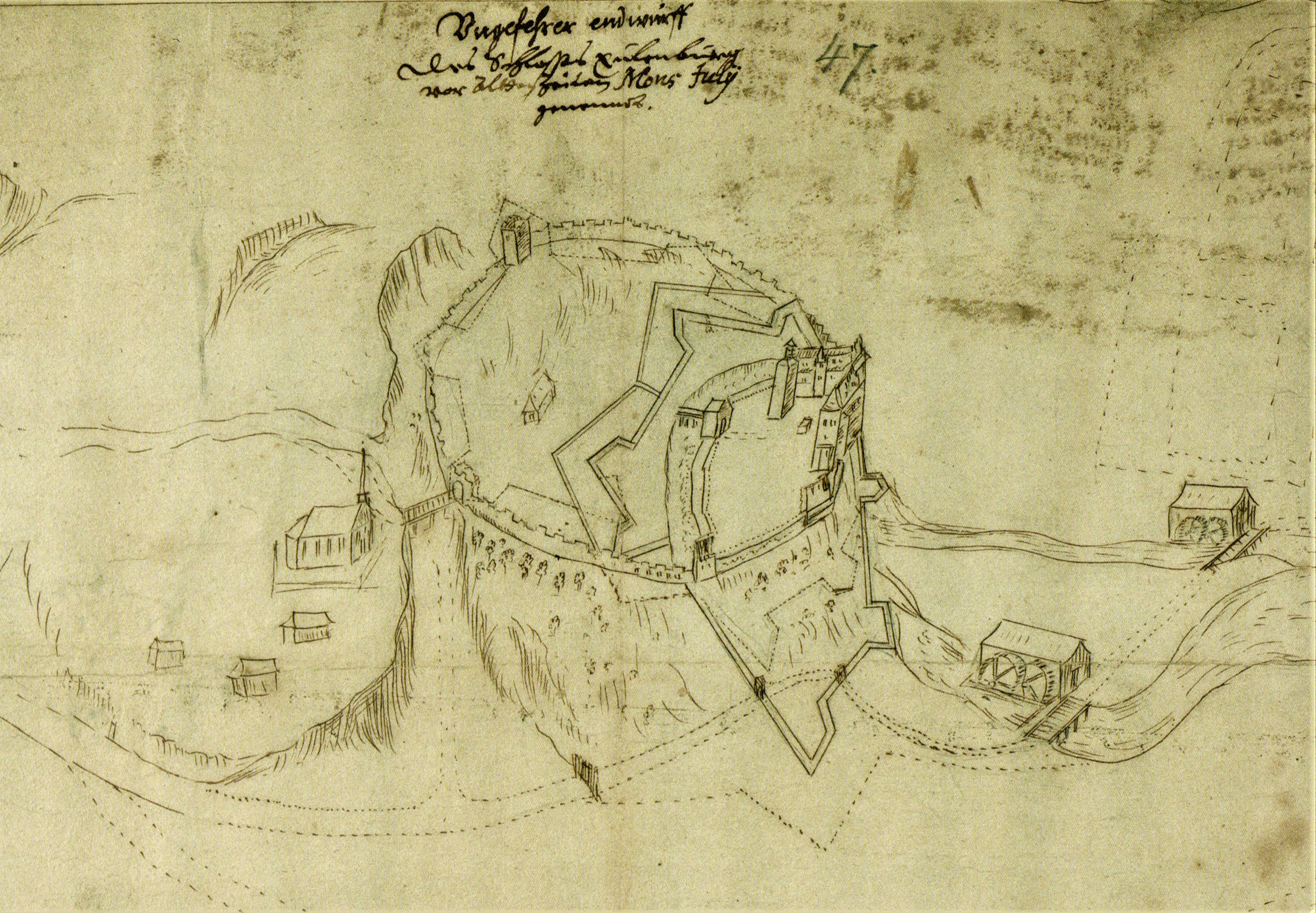
Die älteste Darstellung der Eilenburg, o. J. (vor 1516)

Um die Wende vom 13. zum 14. Jahrhundert wurden die Eilenburg und die Mark Landsberg als Pfand in den Herrschaftsbereich der Markgrafen von Brandenburg eingegliedert. Im 14. Jahrhundert wurde die Burg erneut umgestaltet.
Die Herren von Eulenburg verkauften die Herrschaft 1376 an Thimo von Colditz, ehe sie 1386 in der Merseburger Bischofsfehde zerstört wurde. 1402 kaufte Markgraf Wilhelm I. nach vorhergehender Verpfändung die Burg und ließ sie erneut umgestalten. Die Anlage wurde als Mittelpunkt einer Grundherrschaft ein landesherrschaftlicher Amtssitz des Amts Eilenburg und diente als Gerichtssitz über die Bewohner in Erbuntertänigkeit.

### Neuzeit
Für das Jahr 1523 ist ein Aufenthalt des Reformators Martin Luther auf der Burg Eulenburg belegt. Am 24. April 1536 heiratete Caspar Cruciger der Ältere dort in zweiter Ehe Apollina († 28. September 1557), Tochter des Leipziger Ratsherren Kunz Günterode. Die Hochzeitspredigt hielt Martin Luther. Im Schmalkaldischen Krieg wurde sie durch Herzog Moritz von Sachsen erobert. Im Dreißigjährigen Krieg eroberten die Schweden 1644 die Burg. In der Folgezeit verfiel die bei der Eroberung beschädigte Anlage. Die mittelalterlichen Verteidigungseinrichtungen und Gebäude wurden bis auf einige Reste als Steinbruch abgetragen. Die bis in jüngste Zeit genutzten Gebäude, das Amtshaus und das Gefängnis, entstanden im 17./18. Jahrhundert.

Historische Darstellungen der Eilenburg
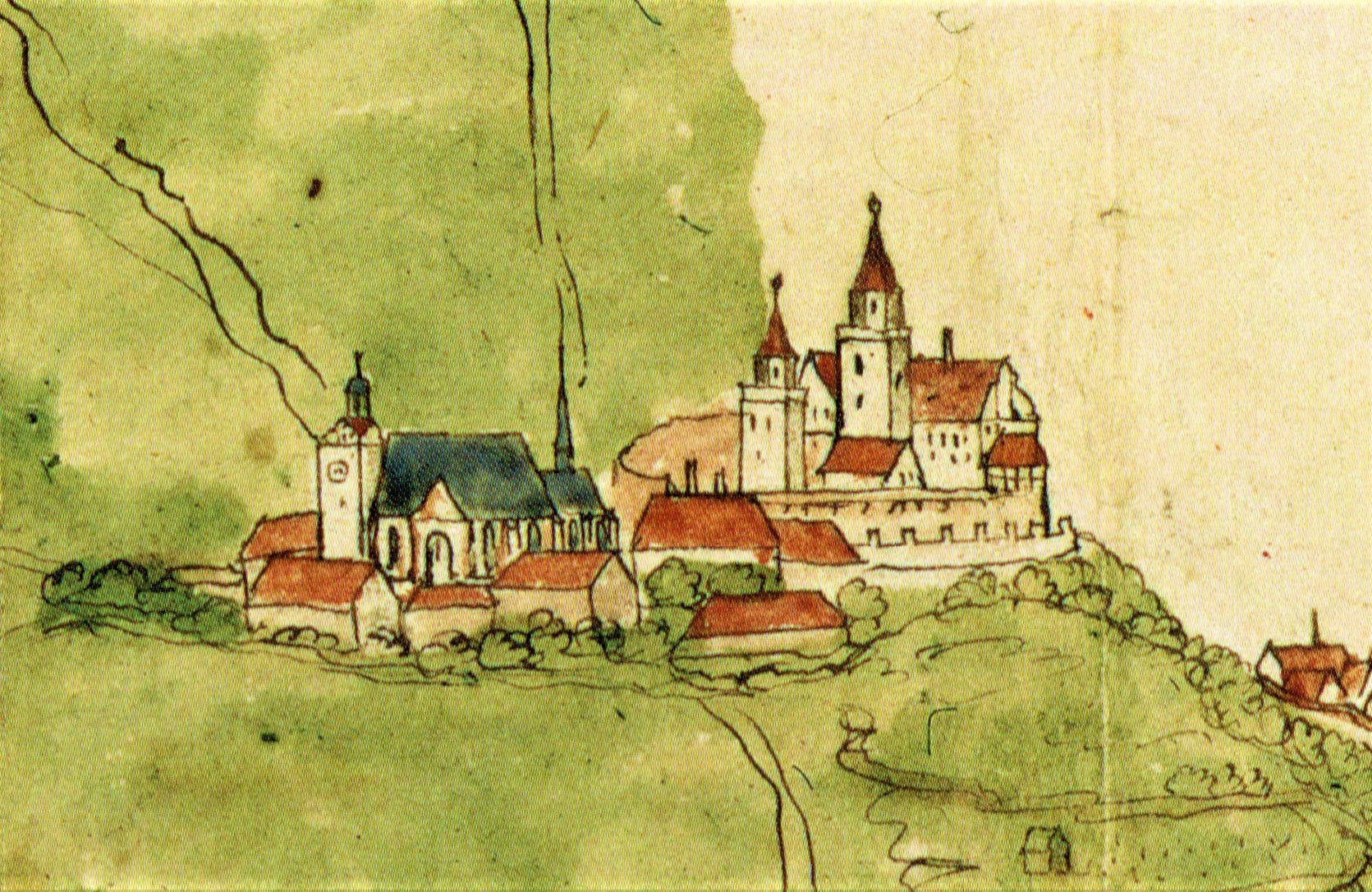
anonym, 2. Hälfte 16. Jh.
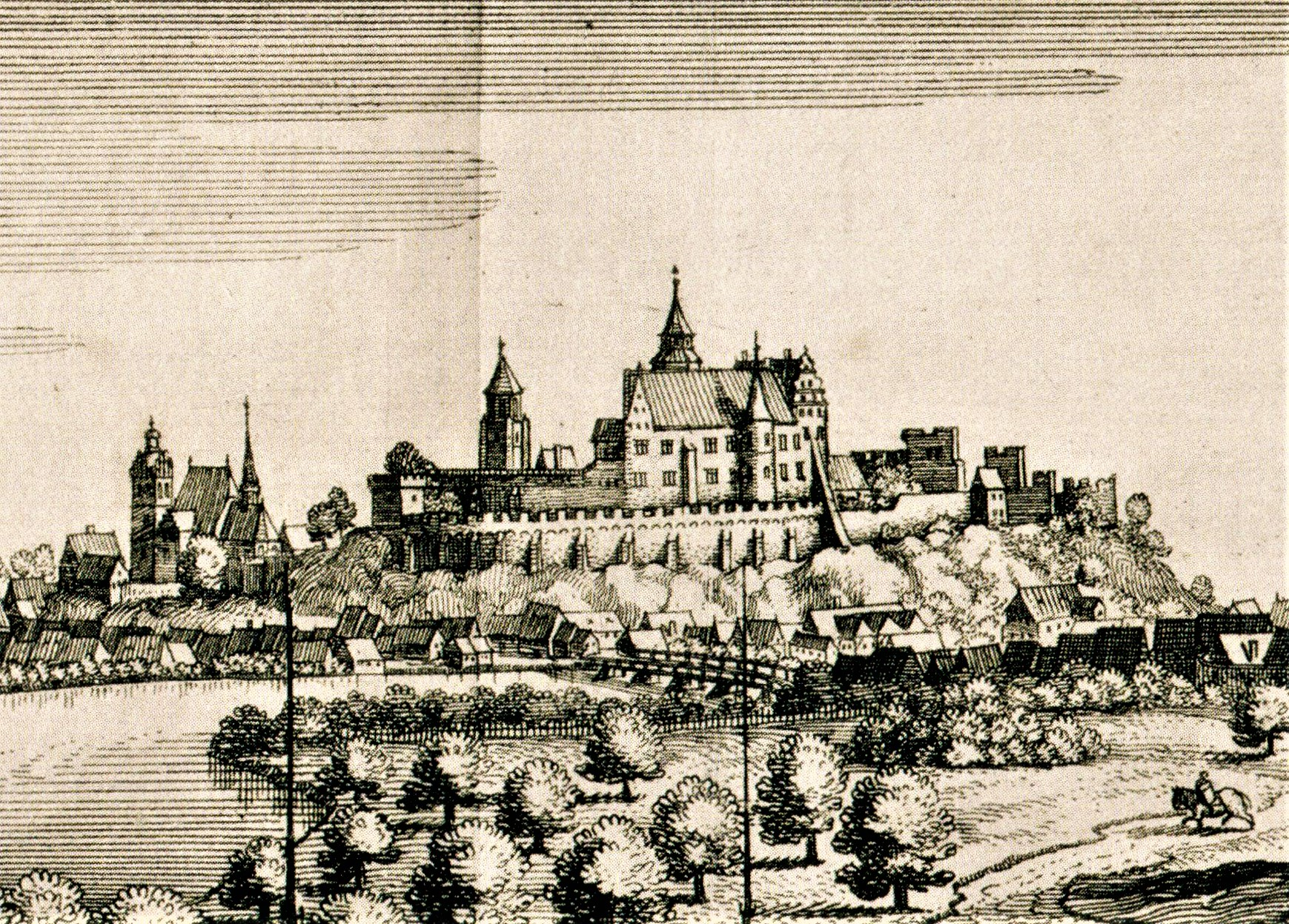
Caspar Merian, 1650
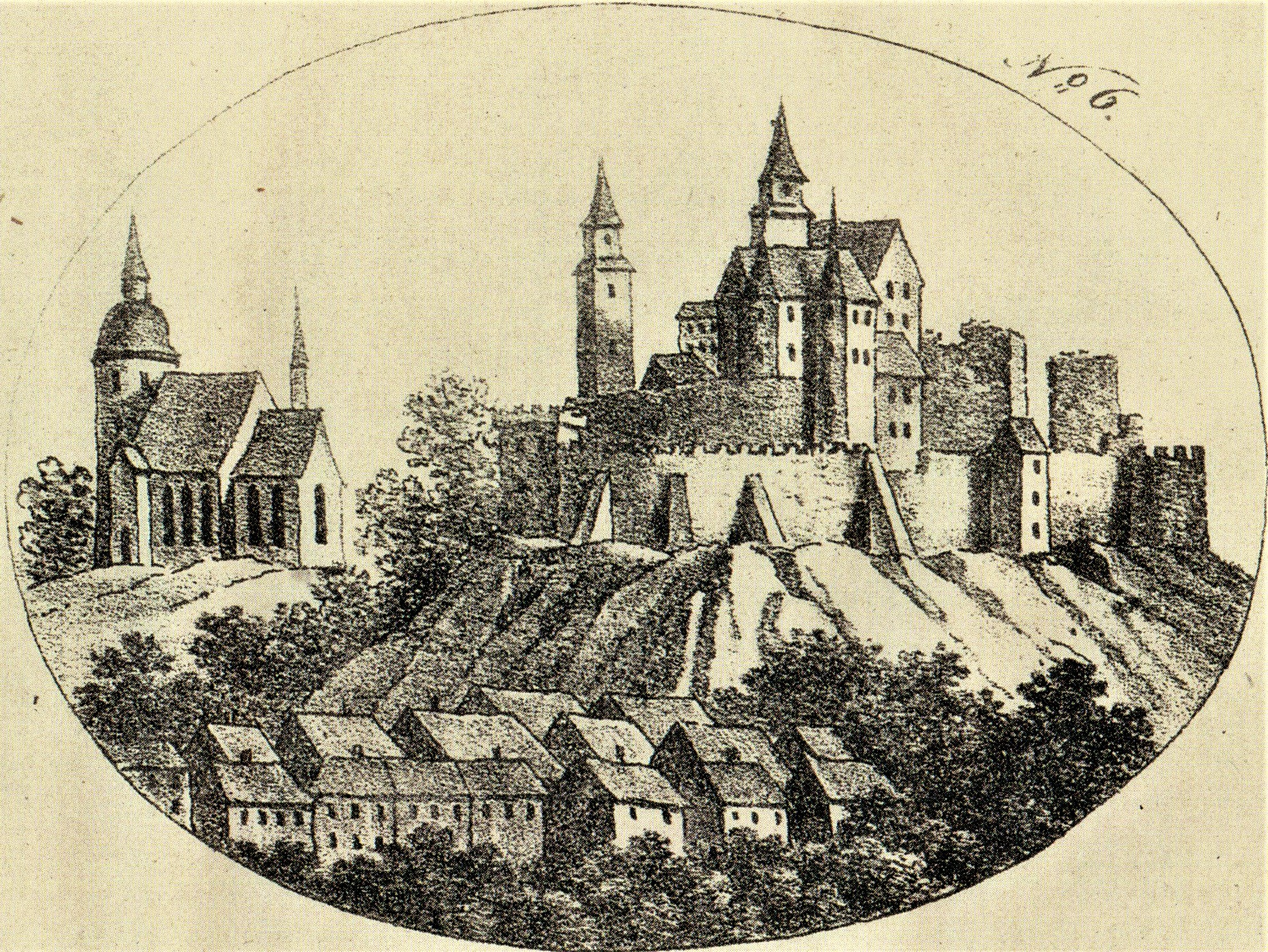
anonym, 1753
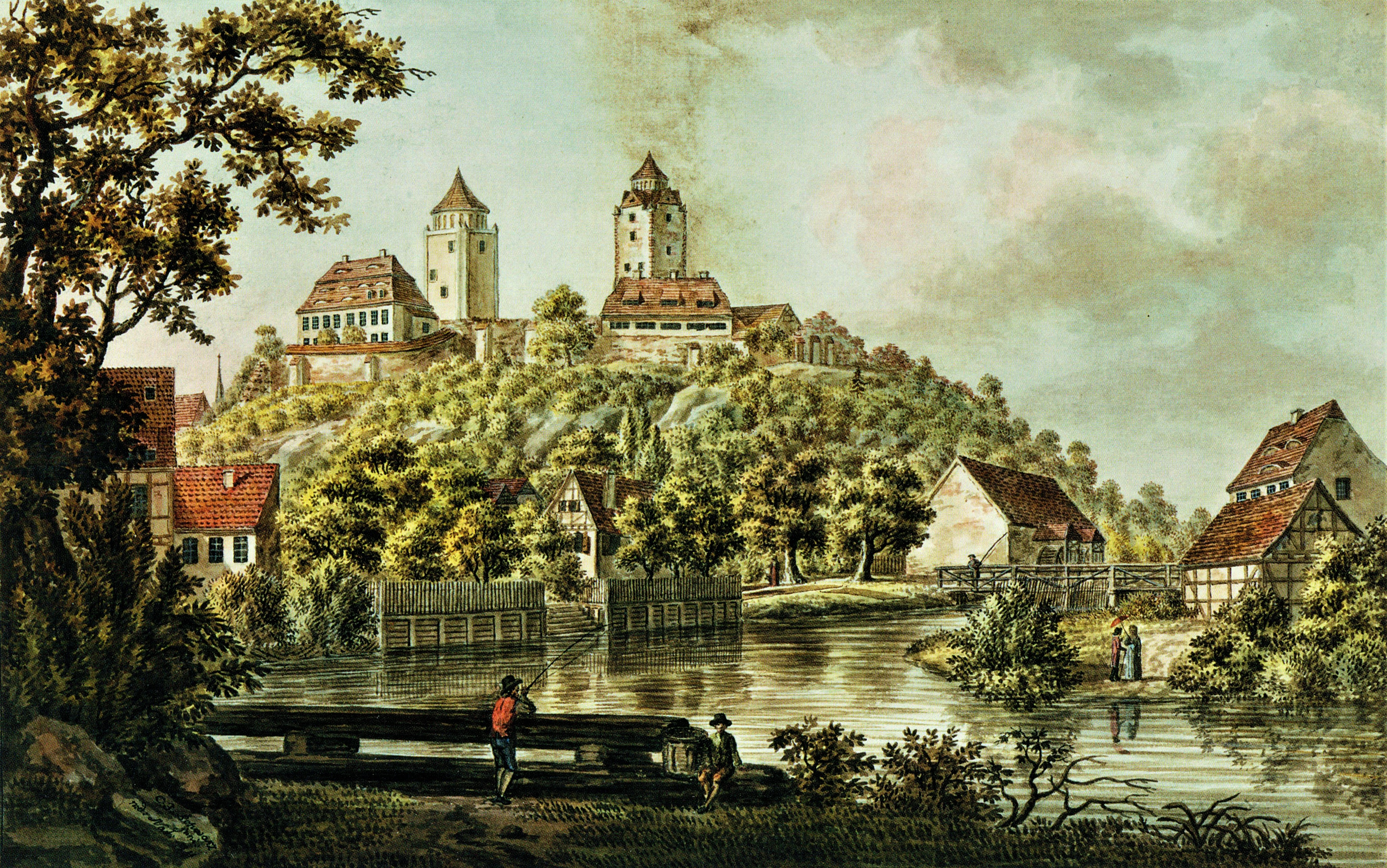
Carl Benjamin Schwarz, 1794
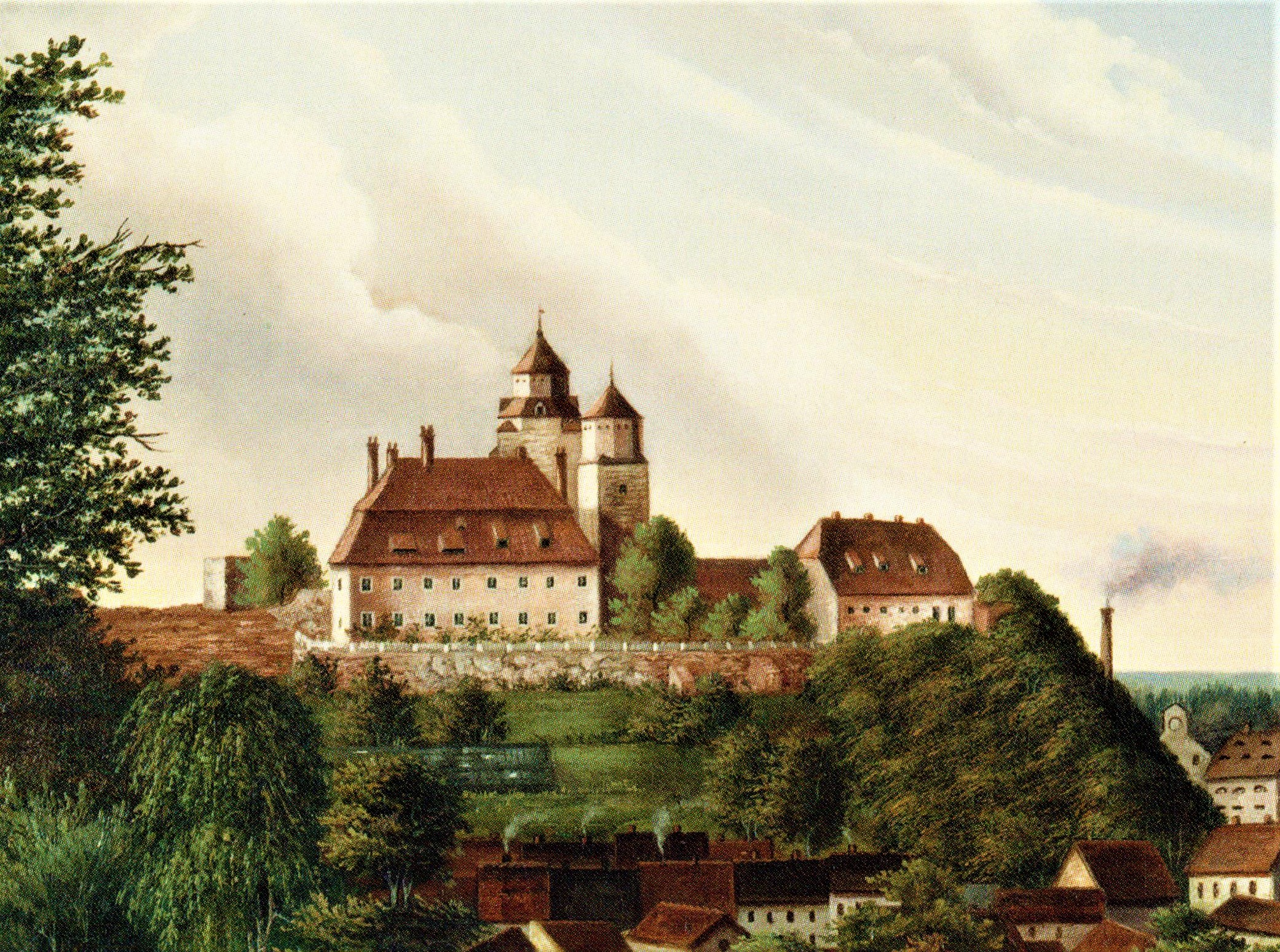
Heinrich Hebst, 1878

### Abrisse und Sanierungen im 20. und 21. Jahrhundert

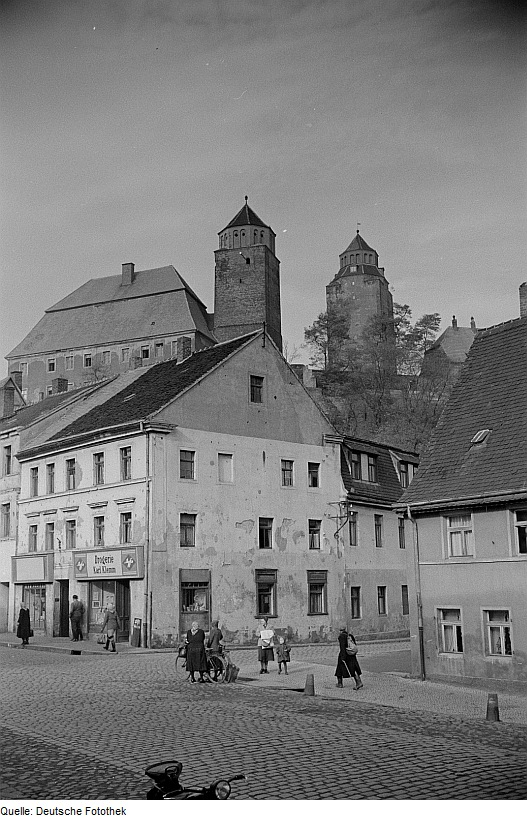
Ansicht der Eilenburg aus der Bergstraße; Fotografie: Roger Rössing (1952)

Das 20. Jahrhundert war geprägt vom Verlust wichtiger Teile der historischen Anlage. Der Marstall wurde 1968 abgerissen, der Bergfried 1972 nach einem Teileinsturz gesprengt. 1993 brannte das hohe Mansarddach des Amtshauses aufgrund von Brandstiftung vollständig aus. Das als Provisorium gedachte Notdach ist bis heute vorhanden. Mittlerweile sind hier auch im Inneren erhebliche Schäden aufgetreten. Durch verschiedene Eingriffe wie den Abbau der Feldsteintreppe am Sorbenturm (2007) und den Straßenausbau Schloßberg (2012/13), bei dem das denkmalgeschützte Feldsteinpflaster entfernt wurde, verlor die Anlage noch in jüngster Zeit Teile ihrer authentischen Erscheinung. Der denkmalgeschützte Treppenaufgang von der Stadtseite (Hundertstüfchen) wurde wegen Baufälligkeit gesperrt und bis 2007 durch einen modernen Neubau ersetzt.
Andererseits wurden seit Mitte der 1990er-Jahre große Anstrengungen unternommen, um einen Teil der Burganlage zu erhalten. Es erfolgten Sanierungen des Sorbenturms (1997/98), des Burgtors und eines Teils der Ringmauer (2001), des Mauerturms (2002/03), des Gefängnisses (2008/09 und 2014/15) und des an das Burgtor angrenzenden Wohnhauses Schloßberg 3 (2018/19). In den Jahren 2017 bis 2019 entstanden als Neubauten ein Anbau sowie ein freistehender eingeschossiger Zweckbau für die Pension, ein Kräutergarten und zwei Kunstinstallationen. Bei der vorgenommenen Platzgestaltung wurde der Grundriss des Schlosses durch Bodenbeläge und eine stählerne Pergola sichtbar gemacht. Außerdem wurden die Grundmauern des eingestürzten Bergfrieds neu hergestellt.

### Hangsicherung

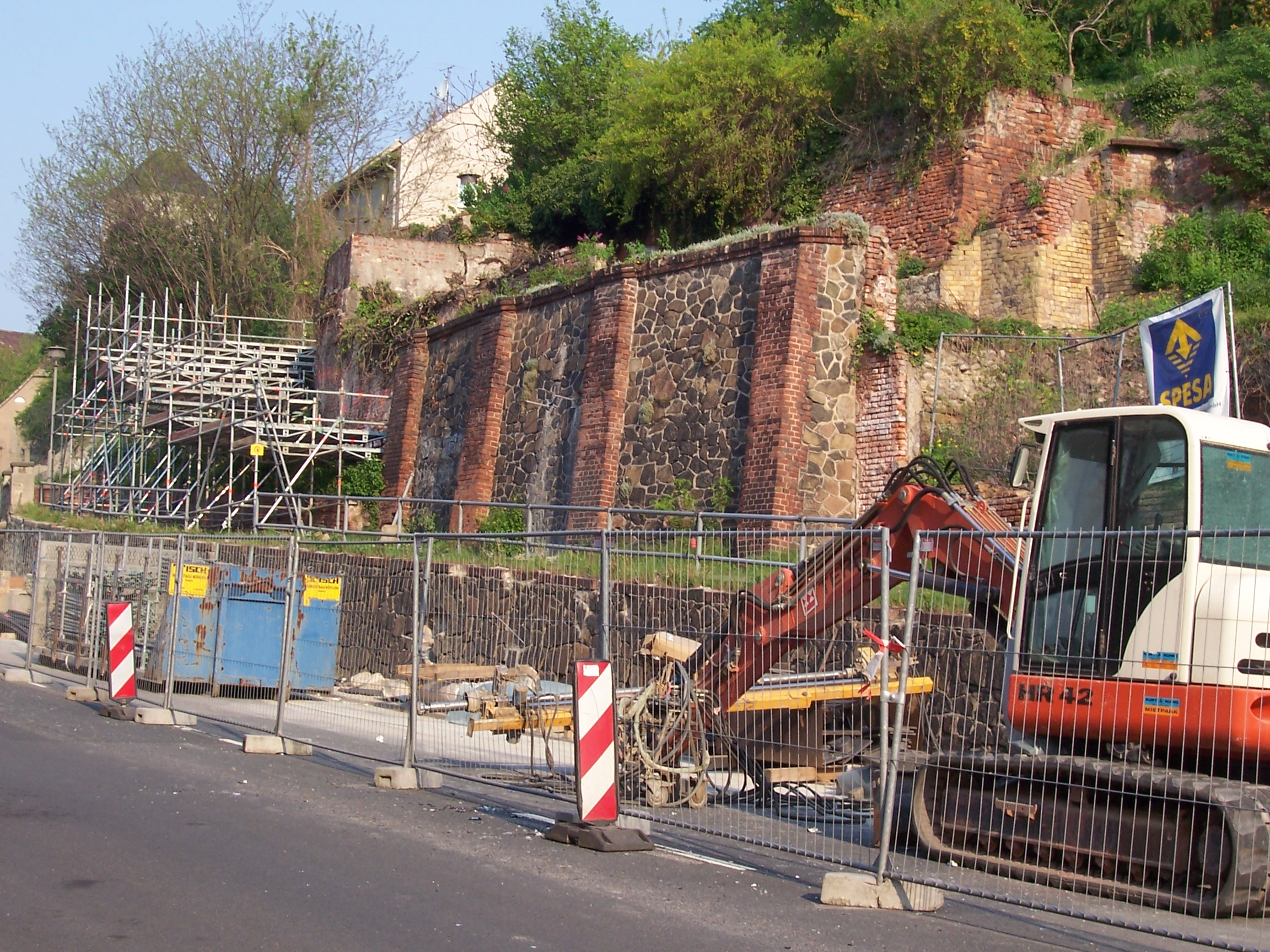
Blick auf die Stützmauer am Südhang während Sicherungsmaßnahmen (2006).

Eine große Herausforderung stellt die Hangsicherung des nach allen Himmelsrichtungen abfallenden Geländeplateaus dar. Bereits zu DDR-Zeiten wurden Sicherungsarbeiten infolge von Hangrutschen (u. a. in der Marienstraße) notwendig. 1996 wurde ein Teil des Osthangs zur Mühlstraße hin gesichert. Ein in diesem Bereich gelegener Bergkellereingang, der einzustürzen drohte, wurde 2001 rekonstruiert. Im Jahr 2000 wurde eine Sicherung der oberen Stützmauer erforderlich. Nach einer Notsicherung erfolgte bis März 2002 eine statisch sichere Lösung. 2006 und 2007 fanden umfangreichere Sicherungsmaßnahmen am Ost- und Südhang statt. Dabei wurden Bohrpfähle und Bodennägel in den Berg getrieben sowie neue Stützmauern errichtet. An einigen Stellen wurden historische Mauerabschnitte erhalten und saniert. Die Hänge unterhalb der Marienkirche wurden 2010 und 2011 gesichert und mit neuen Stützmauern versehen. Dabei ging die historische Feldsteinmauer an der Bergstraße verloren.  Für das gefährdete Pfarrhaus der Marienkirche (zwischen der Kirche und der Marienstraße auf dem Westhang stehend) kamen diese Hangsicherungsmaßnahmen zu spät – es musste bereits im Mai i2007 wegen des instabilen Untergrundes abgerissen werden. Der letzte bedeutende Erdrutsch ereignete sich 2011, als nach starken Regenfällen der kurz zuvor gerodete Osthang ins Rutschen geriet, wobei etwa 600 Kubikmeter Erde und Geröll auf die am Fuße des Berges verlaufende Mühlstraße gelangten. Die Sicherung des Hanges und die Beräumung der Straße nahmen knapp zwei Jahre in Anspruch.

### Heutige Nutzung
Das ehemalige Burggelände ist frei zugänglich und wird heute als Wohnstandort und touristisch genutzt. Die Besteigung der beiden Türme ist zu bestimmten Öffnungszeiten möglich. Der Sorbenturm ist in der Sommersaison am Wochenende geöffnet. Der Mauerturm öffnet zu bestimmten Anlässen wie dem Tag des offenen Denkmals. Das alte Gefängnis dient heute als Pension für Rad- und Pilgertouristen. In Anlehnung an die Eilenburger Heinzelmännchensage erhielt sie den Namen Heinzelberge. Die Terrasse am Gefängnis ist ein Aussichtspunkt über die Stadt und die Aue der Mulde. Eine Touristinformation befindet sich seit 2019 im ehemaligen Wohnhaus Schloßberg 3 („Torhaus“).
Der Eilenburger Burgverein, der 1993 nach dem Brand des Amtshauses gegründet wurde, organisiert eine Vielzahl von öffentlichen Aktivitäten. Dazu gehören regelmäßige Führungen über das Gelände und in die Schlosskeller, Volksfeste wie das Reginenfest und die Walpurgisnacht, Ausstellungen und Vorträge.

## Architektur

### Türme und Ringmauer

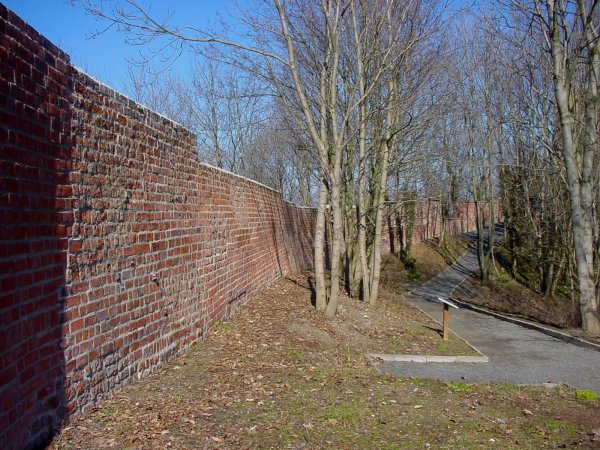
Ringmauer

Die Burganlage Eulenburg besitzt heute noch den Sorbenturm und den Mauerturm. Der als Bergfried bezeichnete Turm existiert heute nicht mehr. Die Ringmauer wurde aus Backstein erbaut, wobei in weiten Partien an der Innenseite ein Verband ausschließlich aus Läufern erkennbar ist. Die Datierung der beiden Türme, von denen der eine in unmittelbarer Nähe und der andere direkt an der Ringmauer steht, und der Vergleich mit der um 1210 zu datierenden Ringmauer der Burg Jessen, sprechen für eine Errichtung noch im Hochmittelalter.
Sorbenturm und Mauerturm gehören gemeinsam mit der Ringmauer zu einer Gruppe von Backsteinbauten aus der zweiten Hälfte des 12. und 13. Jahrhunderts in Mitteldeutschland. Beginnend mit dem wohl ab 1165 erbauten Augustiner-Chorherrenstift in Altenburg – das sogenannte „Bergerkloster“ – wurden ab dem letzten Drittel des 12. Jahrhunderts mehrere bedeutenden Sakral- und Profanbauten aus Backstein errichtet, so etwa das Zisterzienserkloster Altzella oder der im 13. Jahrhundert entstandene Ostflügel der Burg Glauchau. Insbesondere wurde eine größere Zahl von Türmen, darunter sowohl Wohntürme als auch Bergfriede, in Backstein aufgeführt. Hierzu zählen unter anderem die beiden Bergfriede der Burg Mildenstein in Leisnig (der Turm in der Hauptburg stammt wohl aus dem letzten Drittel des 12. Jahrhunderts und in der Vorburg aus dem Zeitraum zwischen 1180/90 und 1230/59), der Hausmannsturm in der Burg Altenburg, der etwa in die Zeit um 1180 bis um 1220/30 zu datieren ist, der um 1200 bis um 1300 errichtete Bergfried der Rochsburg, der aus dem zweiten Viertel des 13. Jahrhunderts stammende Turm in der Burg Gruna, der kurz nach 1226/27 [d] erbaute Bergfried der Burg Schnaditz sowie die Bergfriede auf dem Oberen Schloss in Greiz (zwischen 1220/30 und 1300) und auf der Weidaer Osterburg, deren Backsteinaufsatz frühestens aus dem Jahr 1280 [d] stammt. Des Weiteren sind einige Bauwerke mit vereinzelter Verwendung von Backsteinen entstanden, so etwa der 1225/30 errichtete Saalbau der Burg Gnandstein.

#### Sorbenturm

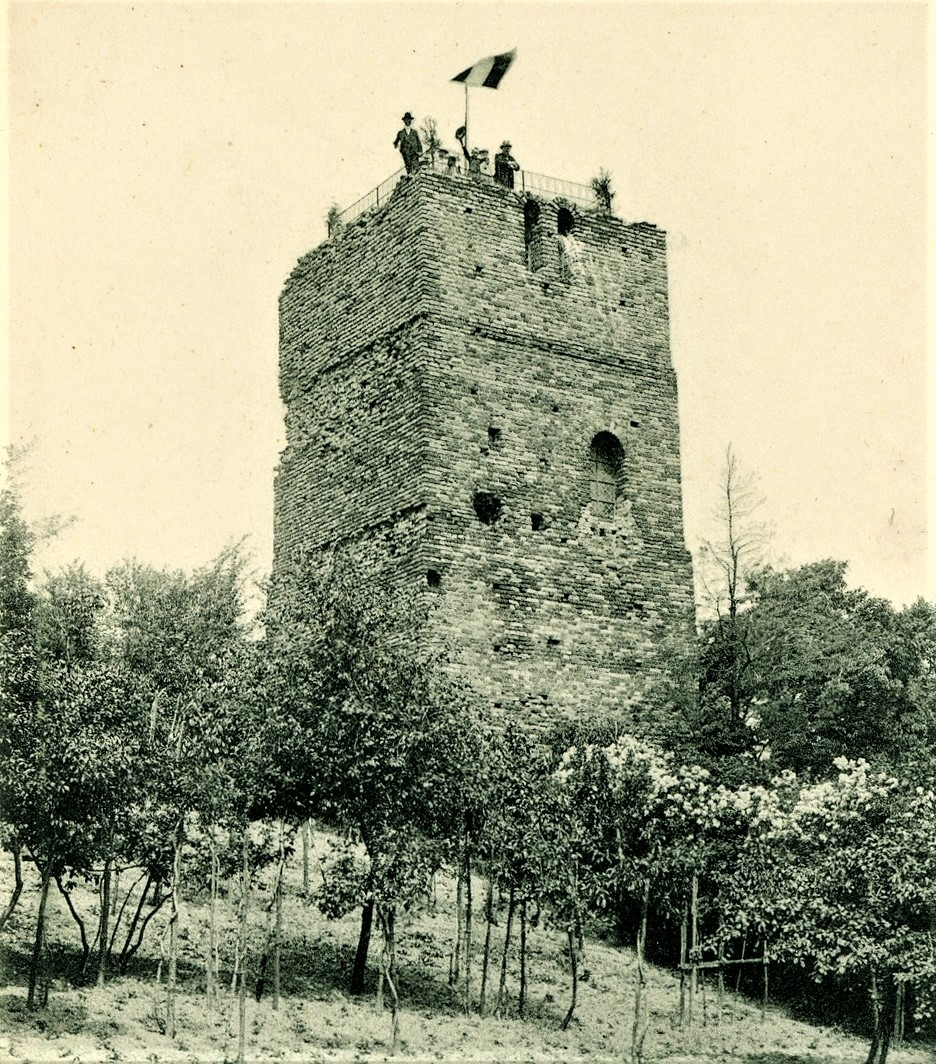
Der Sorbenturm auf einer historischen Ansichtskarte des Verlages Brück & Sohn (1901)
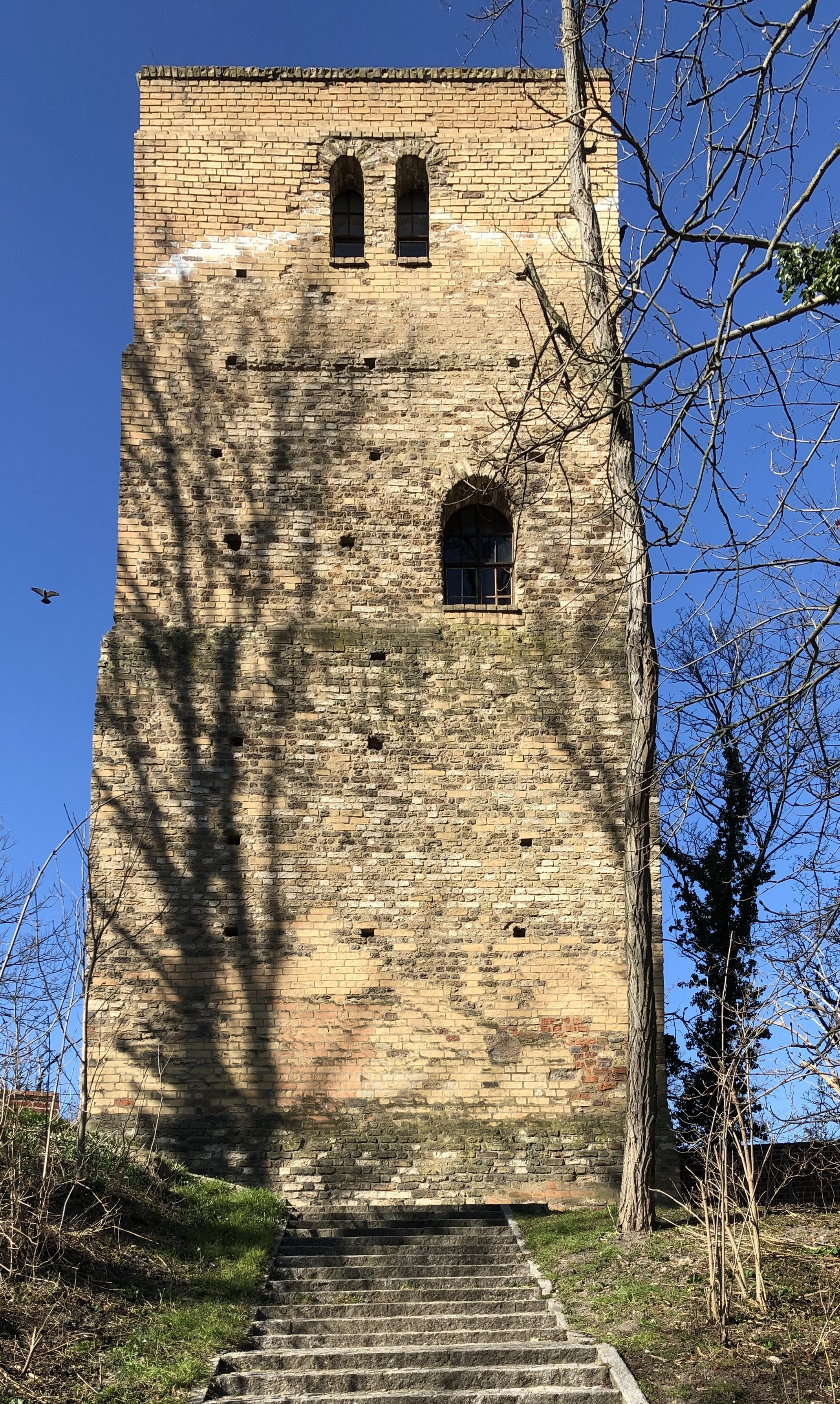
Südostansicht mit Hocheingang und Biforienfenster (2022)
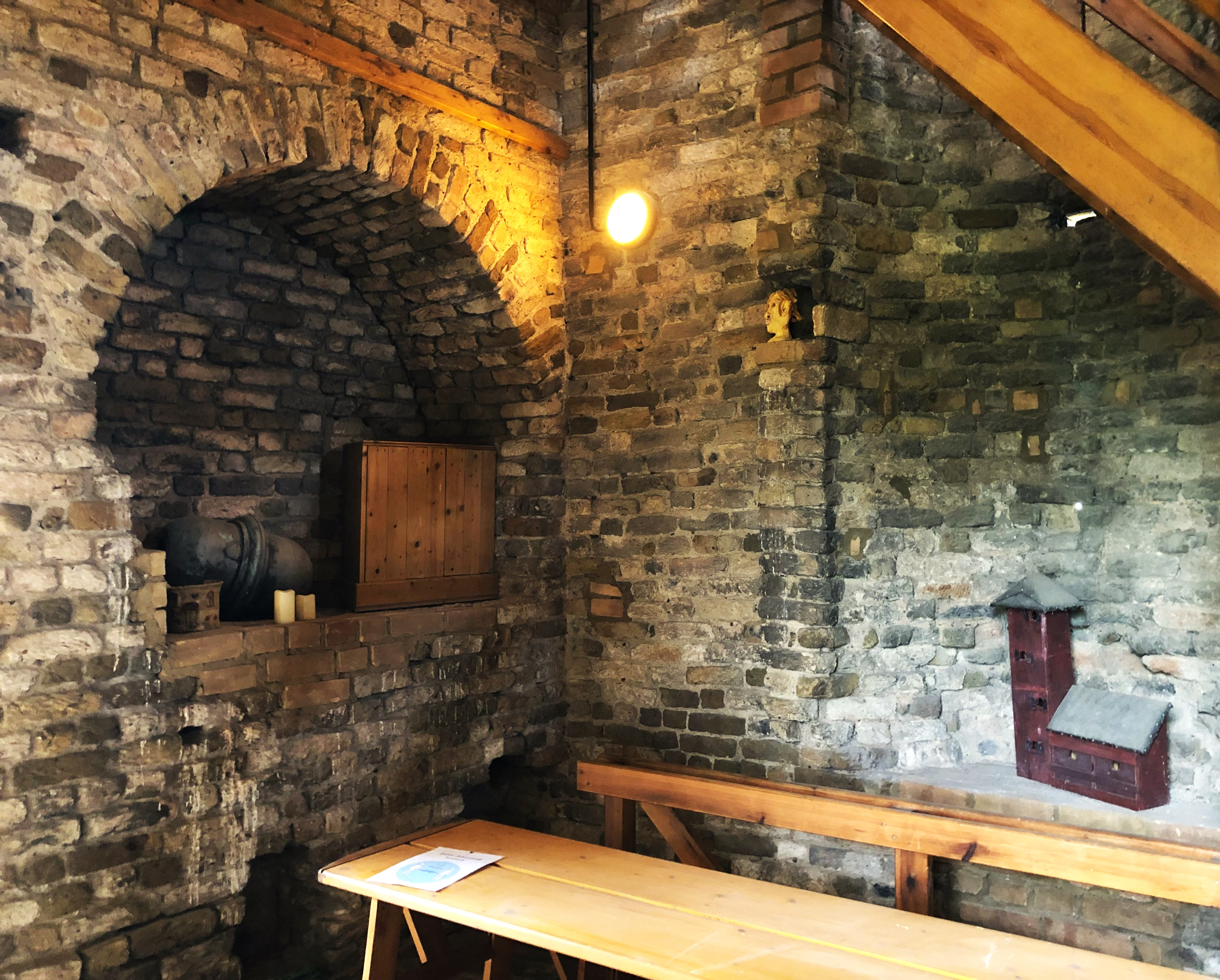
Sitzschlafnische (links) und Kamin (rechts) im ersten Obergeschoss (2020)

Das bekannteste Bauwerk ist der um den Beginn des 13. Jahrhunderts entstandene, sogenannte Sorbenturm im Nordosten der Burg unmittelbar vor der Ringmauer. Die historistische Bezeichnung (siehe Sorben) hat nichts mit seiner ursprünglichen Bedeutung und Aufgabe zu tun. Auch die lange Zeit angenommene Datierung in das 10. Jahrhundert ist falsch.
Mit seiner gut erhaltenen und reichen Ausstattung mit Kamin, Nische und Abort ist der Sorbenturm in Eilenburg ein Unikat in Sachsen. Er gehört zu den reich ausgestatteten Wohntürmen im deutschen Sprachraum und ist ein höchst bedeutender Vertreter dieser Bauform in Mitteldeutschland. Als der Sorbenturm Mitte des 19. Jahrhunderts baufällig war und abgerissen werden sollte, verhinderten das die Bürger von Eilenburg durch Proteste. Seit 1863 gibt hier eine öffentliche Aussichtsplattform.
Der 16 Meter hohe Turm wurde aus in Mitteldeutschland bislang einzigartigen gelben, teilweise auch gelbgrauen bis dunkelgrauen Backsteinen in einem unregelmäßigen Mauerwerksverband errichtet. Auch das Fundament des Turms besteht aus Backstein. Der quadratische Grundriss hat eine äußere Seitenlänge von 7,55 Metern, eine Mauerdicke von 1,65 Metern und ein inneres Maß von 4,25 Metern im Quadrat (gemessen oberhalb der leichten Schräge in einer Höhe von etwa 1,20 Metern).
Das erste Geschoss war zugleich das Eingangsgeschoss, wie der rundbogig geschlossene und nicht durch Rollschichten betonte Hocheingang in der der Burginnenfläche zugewandten Südostmauer zeigt. Der Innenraum hat hier eine Größe von 4,43 Metern im Quadrat, und das Mauerwerk des Turms springt außen um etwa 25 Zentimetern zurück, sodass die Mauer noch 1,30 Meter dick ist. Rechts neben dem Eingang ist in einer Höhe von etwa 1,30 Metern eine große rundbogige Wandnische in die Mauer eingelassen, für die es nur wenige Vergleichsbeispiele gibt, so etwa im Roten Turm der um 1200 erbauten Pfalz Wimpfen und im Bergfried der württembergischen Burg Lichtenberg. In der Südwestmauer stecken die Reste eines teilweise rekonstruierten Kamins, der bis in eine Tiefe von 55 cm halbrund in das Mauerwerk eingeschnitten war und durch seitliche Lisenen betont wird. Die Nordostmauer wird in einer Höhe von 2,50 Metern von einem Schlitzfenster und die Nordostmauer in einer Höhe von etwa einem Meter durch eine weitere rundbogige Tür durchbrochen. Da diese Öffnung einerseits für ein Fenster zu groß ist und Aborte in hochmittelalterlichen Türmen häufig etwas über dem Fußboden des jeweiligen Geschosses angeordnet sind, dürfte es sich dabei um einen Abtritt handeln. 
Das Mauerwerk im zweiten Obergeschoss ist stark gestört und erneuert worden. Allerdings dürfte das rundbogige Biforienfenster in der Südostmauer ebenfalls noch zum originalen Bestand gehören.
Die Datierung des Turmes beruht neben der bauhistorischen Einordnung der Innenausstattung im Wesentlichen auf der dendrochronologischen Bestimmung des eichenen Sturzbohlens des Schlitzfensters im Eingangsgeschoss des Turmes. a Durch das Hinzurechnen des Splintholzes mit einem Wachstum von mindestens 20 Jahren wäre entsprechend dem Protokoll des Dendrolabors mit einer Bauzeit des Turmes „um/nach 1179“ zu rechnen. Bei einer erneuten Begutachtung des Holzes vor Ort durch den Leiter der Forschungen, Yves Hoffmann, war keine Splintholzgrenze zu erkennen, sodass der Baum erst eine gewisse Zeit nach 1179 gefällt worden sein kann. Eine genauere Datierung des Sorbenturmes ist derzeit nicht möglich.
Der Turm brannte im August 2011 nach einem Blitzeinschlag innen teilweise aus und war für die Reparaturarbeiten bis Juni 2012 geschlossen.

#### Mauerturm

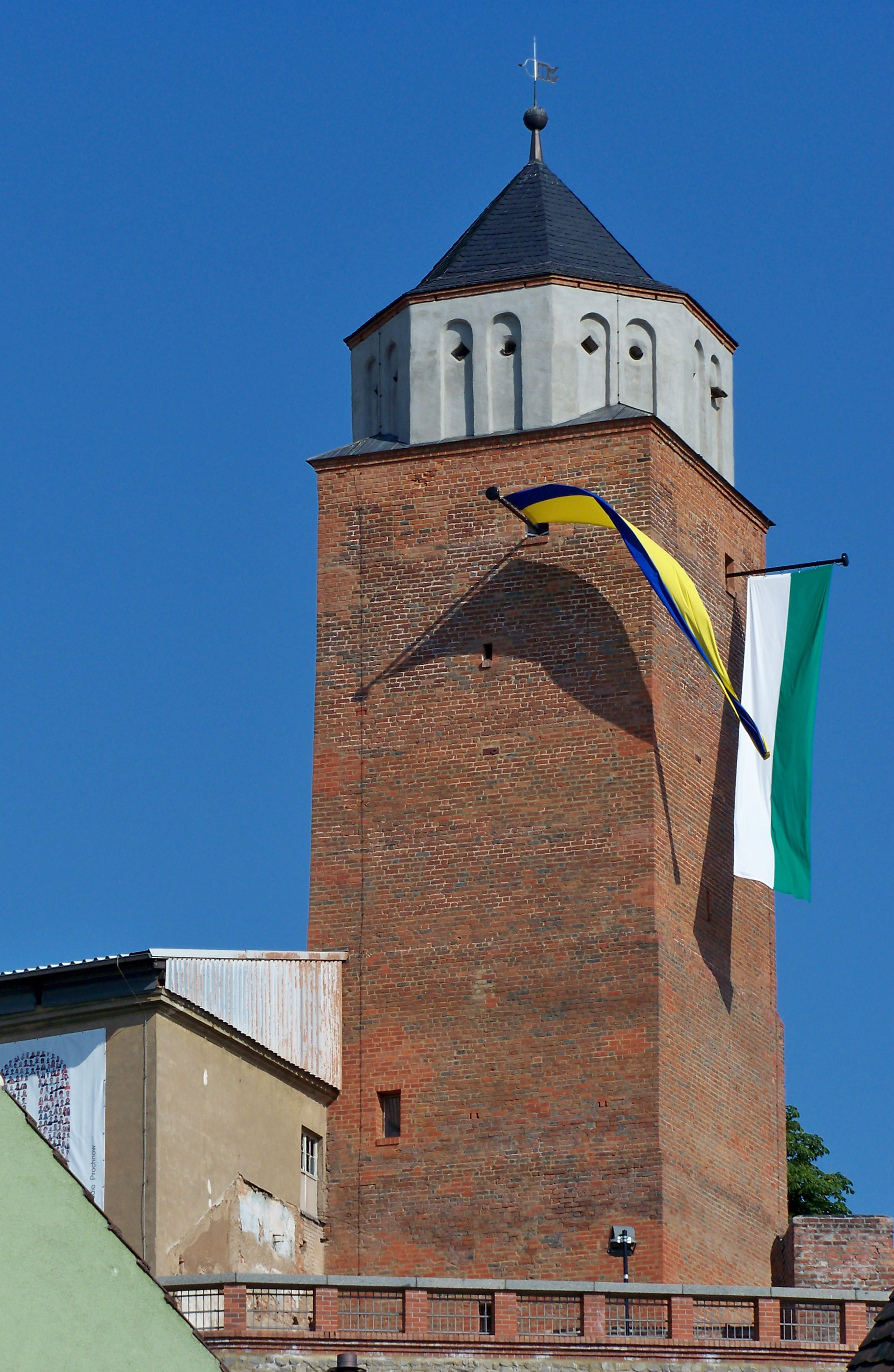
Mauerturm aus der Stadtperspektive. Die Banner zeigen jeweils die sächsischen Landesfarben und die Stadtfarben. (2011)

Etwas abgesetzt von der Ringmauer steht im Südwesten der Anlage ein weiterer Turm, der unter der Bezeichnung Mauerturm bekannt ist. Im lokalen Sprachgebrauch wird er auch als „kleiner Bergfried“ bezeichnet, doch handelt es sich eben nicht um einen Bergfried, sondern eher um einen Wohnturm. Der Mauerturm wurde mit roten Backsteinen ausgeführt, die in einem weitgehend regelmäßigen Läufer-Läufer-Binder-Verband gesetzt sind. Die Seitenlänge des etwa quadratischen Turmes beträgt in Erdbodenhöhe etwa 7,90 Meter. Der Zugang erfolgte durch einen schlichten rundbogigen Hocheingang. Der Turm wurde im 16. Jahrhundert mit etwas helleren Backsteinen leicht aufgestockt, sodass die ursprünglichen Zinnen noch deutlich zu erkennen sind. Teilweise wurden hier auch kleine Fenster eingefügt.
Im Zuge der Sanierung 2001 wurde auch dieser Turm bauarchäologisch untersucht und das Alter mehrerer erhaltener Decken- und Streichbalken dendrochronologisch bestimmt. b Die jeweils mit Waldkante erhaltenen Hölzer wurden 1187, 1229 und 1230 gefällt. Demnach kann der Wohnturm frühestens im Jahr 1231 errichtet worden sein.
1546 wurde das Innere des Turmes verstärkt und weitere Hölzer eingebaut. Ein Holz wurde der dendrochronologischen Analyse zufolge kurz nach 1543 und zwei weitere im Winter 1545/46 gefällt. Der oktonogonale Turmaufsatz wurde im Jahr 1573 errichtet, was zwei Proben mit Waldkante im Winter 1572/73 belegen.

#### Ehemaliger Bergfried

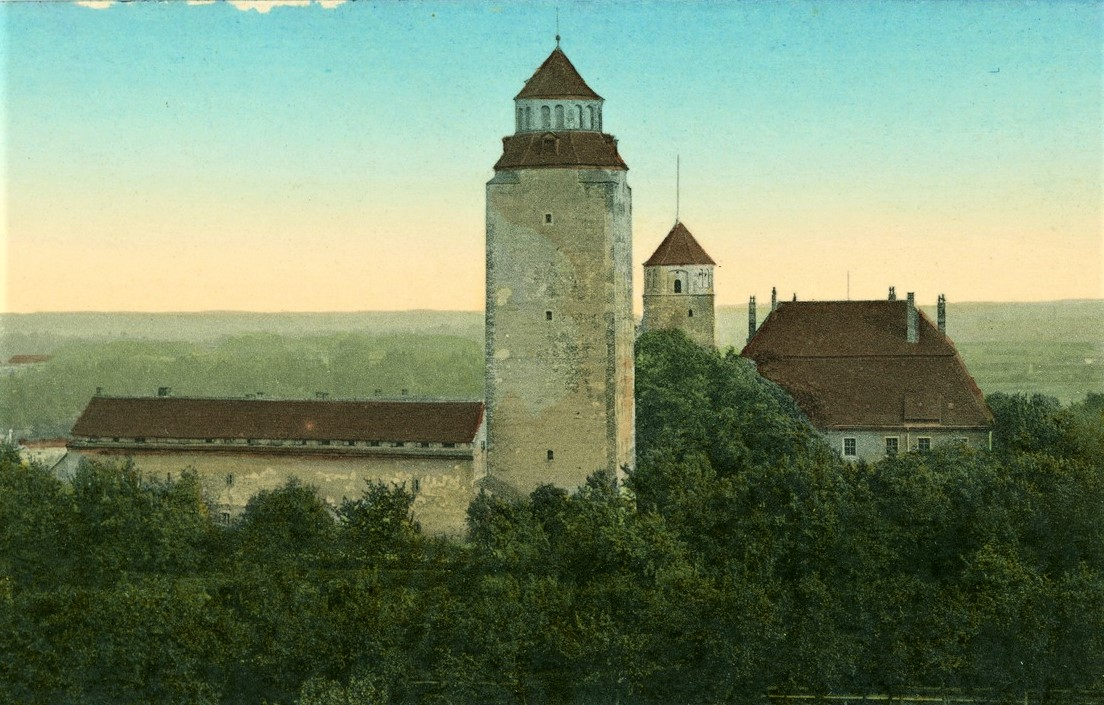
Der Bergfried und links davon der Marstall auf einer Ansichtskarte von 1901. Rechts dahinter der Mauerturm und das Amtshaus.

Ein weiterer Turm, dessen Reste nach einem teilweisen Einsturz 1972 gesprengt wurden, muss aufgrund seiner Größe und seiner nur geringen Durchfensterung als Bergfried bezeichnet werden. Der quadratische Turm war etwa 31,5 Meter hoch und hatte eine Mauerdicke von rund 3,70 Meter im Sockel und 2,70 Meter im Schaft, wobei der Dickensprung über einen Absatz im Inneren erfolgte und von außen nicht sichtbar war. Die Seitenlänge betrug rund 10 Meter (32 Preußischen Fuß). Er war ein in Sachsen seltener Vertreter eines rechteckigen Bergfrieds.
Eine exakte zeitliche Einordnung ist derzeit nicht möglich. Wie auch beim Mauerturm kamen hier Backsteine im fränkischen Format zum Einsatz. Die Länge der Steine von circa 281,8 Millimetern weicht geringfügig von der der beim Mauerturm verbauten Steine (ca. 284,7 Millimeter) ab. Das Mauerwerk besteht auch hier aus einem regelmäßigen Läufer-Läufer-Binder-Verband. Diese dem Südostturm entsprechende, gleichartige Mauerstruktur könnte für eine Datierung in das frühe 13. Jahrhundert sprechen, doch kann auch eine Datierung in das 14. Jahrhundert nicht ausgeschlossen werden. Fest steht, dass er der jüngste der drei Türme war.
Der als Wehr- und Repräsentationsturm errichtete Bergfried schloss ursprünglich mit einer Wehrplattform und einem umlaufenden Zinnenkranz ab. Abzüglich der späteren Aufbauten kann von einer ursprünglichen Bauhöhe von 26 bis 28 Metern ausgegangen werden. Die älteste bekannte Stadtdarstellung Eilenburgs, die vor 1516 entstanden sein muss, zeigt den Bergfried bereits mit Türmerstube und Zeltdach.
Der Bergfried war achtgeschossig angelegt und der einzige der drei Türme, der mit einem Kellergeschoss ausgeführt wurde. Letzteres diente als Verlies und war mit einem rippenlosen Gewölbe ausgestattet. Vom Erdgeschoss, das über einen nachträglich eingebauten ebenerdigen Zugang betreten werden konnte, führte eine steinerne Treppe in den Keller. Der ursprüngliche Hocheingang lag rund sieben Meter über dem Erdboden. Später erfolgte der Zugang zu den Obergeschossen über den Dachboden des Marstalls, nach dessen Abriss 1968 über eine Außenleiter. Die spätestens im 16. Jahrhundert aufgesetzte oktogonale Türmerstube verfügte über einen Kamin in der Nordwand und vier nach den Himmelsrichtungen gelegene Gauben, die eine gute Umsicht erlaubten. Darüber lag ein weiteres Geschoss mit Flachbogennischen, das der Repräsentation diente. Dem aufgesetzt war ein Zeltdach mit Wetterfahne.
Bis ins 19. Jahrhundert war der Turm als Schüttboden genutzt worden. Während des Zweiten Weltkrieges wurde das Stadtarchiv in den durch seine dicken Mauern Schutz versprechenden Bergfried ausgelagert. Der Turm konnte zwar dem Artilleriebeschuss standhalten, erlitt jedoch Schäden in Form von vertikalen Mauerwerksrissen, die nur notdürftig geflickt wurden. Am Abend des 21. August 1972 stürzte die Nordhälfte des Turmes, der Länge nach – von der Laterne bis zum Sockel – gespalten, ein. Die Reste wurden zwei Tage später gesprengt und der angefallene Schutt im benachbarten Halsgraben verscharrt. Die Ursache des Einsturzes ist nicht geklärt. Am ungefähren Standort des ehemaligen Bergfrieds wurden 2017 dessen Grundmauern zur Erinnerung neu errichtet.

### Torbau

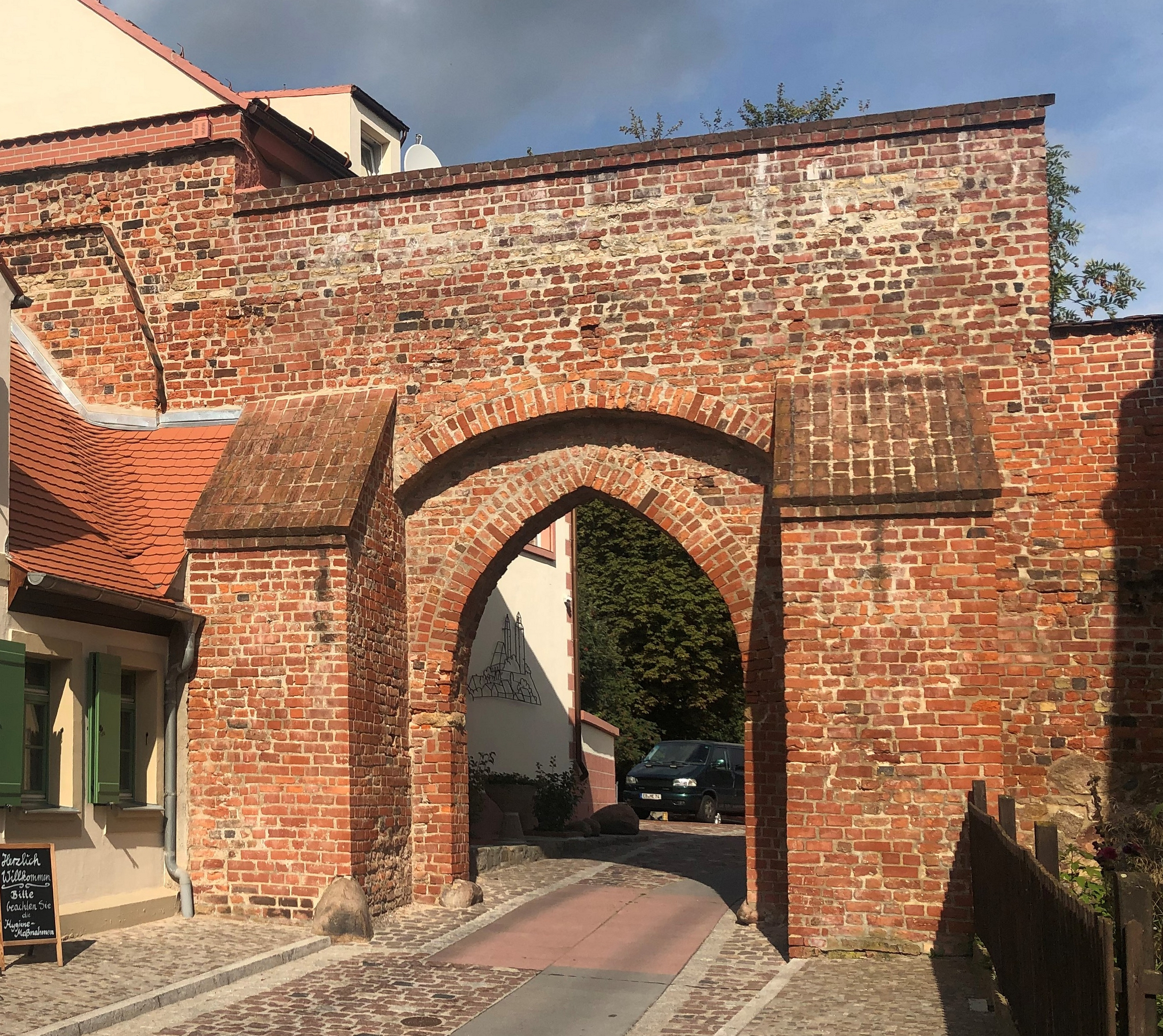
Äußere Ansicht des Burgtors (2021)
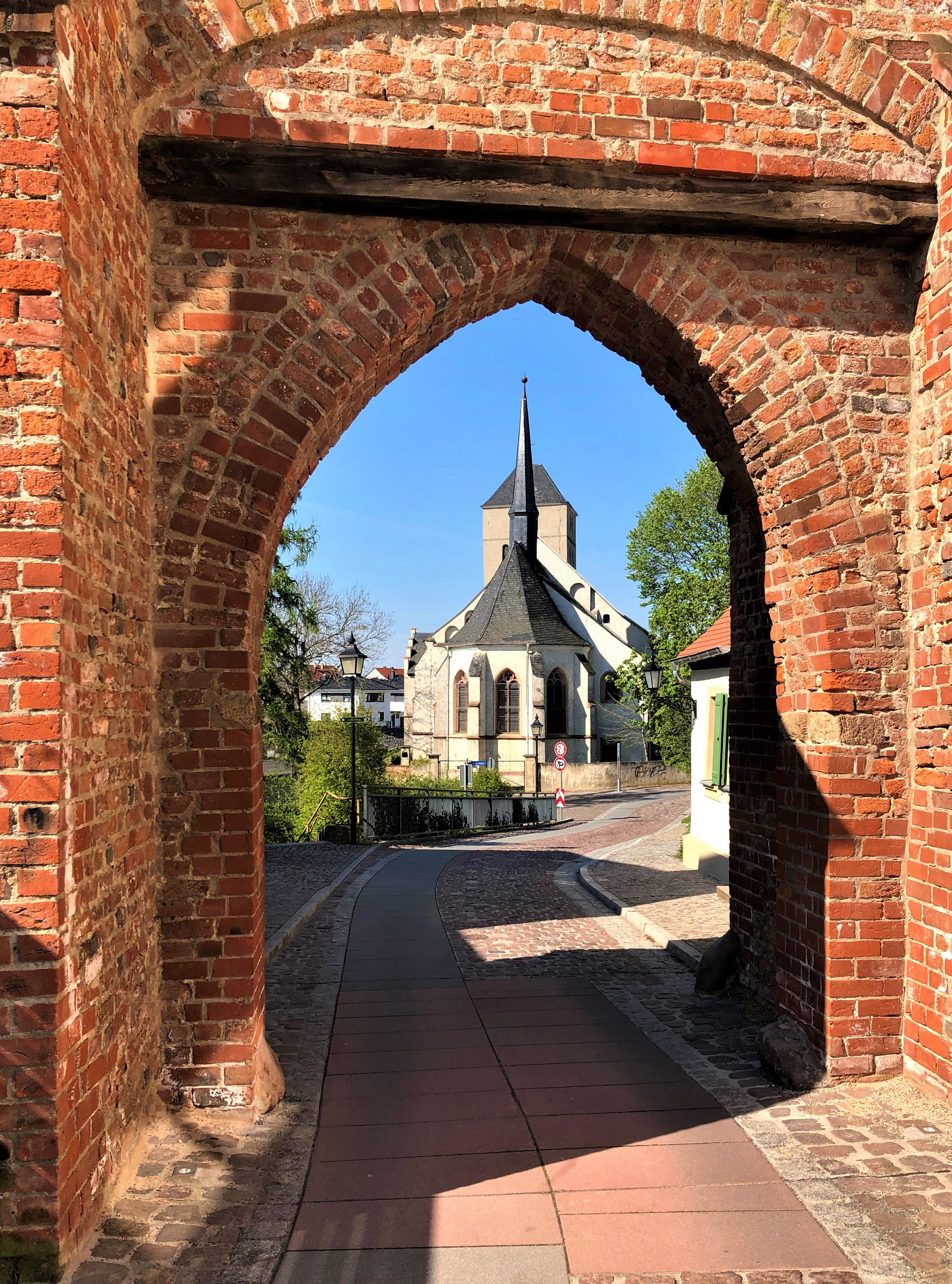
Innere Ansicht des Burgtors mit Sturzbalken, Blick zur Marienkirche (2021)
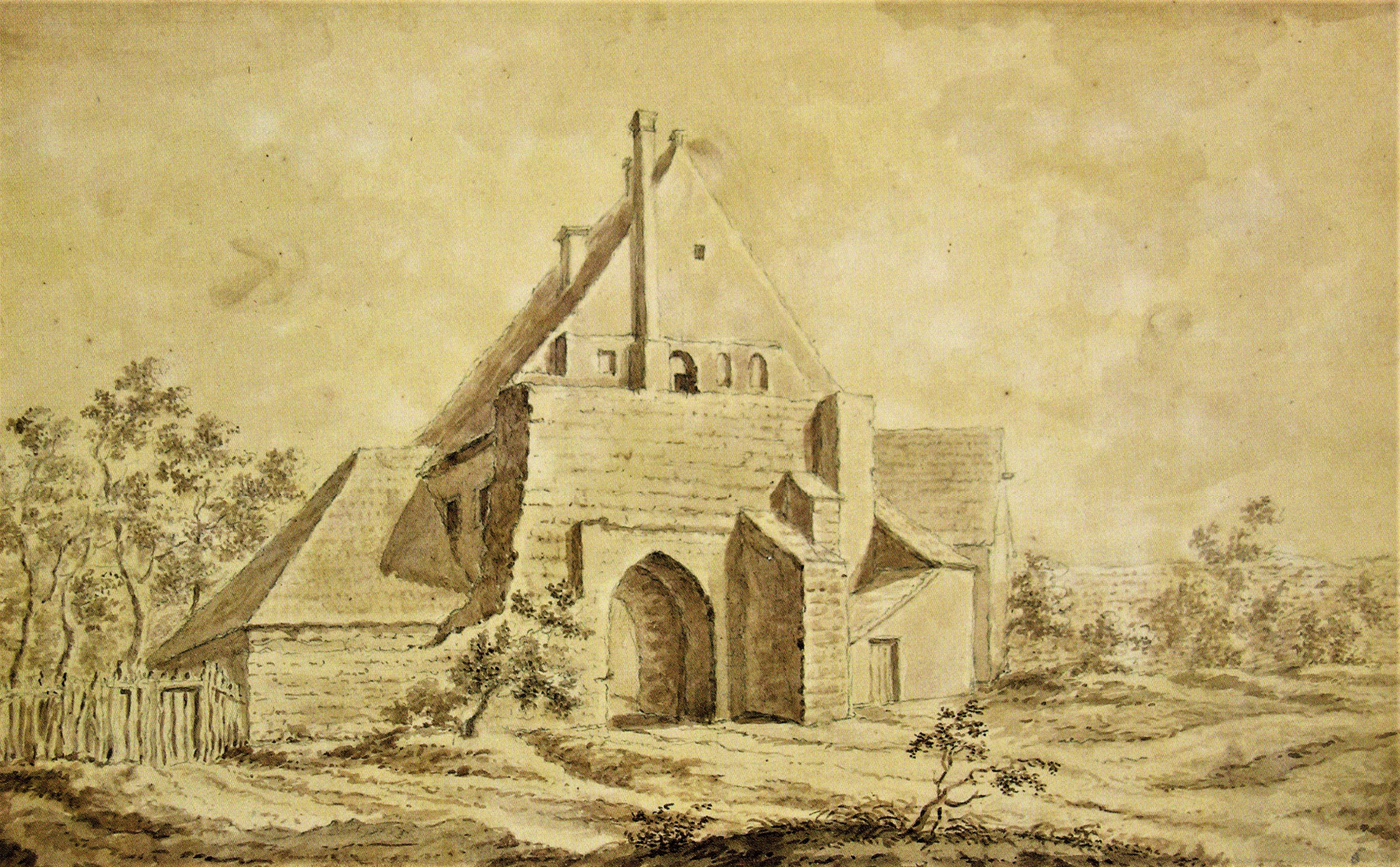
Das abgegangene Tor der Kernburg auf einer Federzeichnung von Christian Benjamin Müller (1739)

Der heute vorhandene Torbau ist das Ergebnis eines Umbaus oder einer Reparatur im 17. Jahrhundert. Er liegt im Verlauf der äußeren Ringmauer. Dendrochronologische Untersuchungen am inneren Sturzbalken im Jahr 2000 ergaben als Fälldatum des verwendeten Holzes 1626. Der Balken wurde vermutlich im Zusammenhang mit einer Reparaturmaßnahme in der Zeit um 1644 in den vorhandenen gotischen Torbau eingebracht. Der vorhandene Bau ist 8,50 Meter hoch und 6,90 Meter breit. Die Durchfahrtshöhe beträgt 4,50 Meter, die Durchfahrbreite 2,86 Meter, was 10 Sächsischen Fuß (285,6 Millimeter) entspricht. Unmittelbar vor dem Tor befand sich ein Graben, der zunächst mittels Zugbrücke gesichert war und später durch eine steinerne Brücke überquert werden konnte. Schließlich wurde der Graben im 19. Jahrhundert zugeschüttet, wodurch die heute vorhandene Dammlage der Straße Schloßberg hergestellt wurde. Der Sorbenweg und die Franz-Abt-Straße verlaufen in diesem Graben, der noch aus der Sorbenzeit stammt.
Die Eilenburg verfügte über mindestens zwei weitere Tore. Ein ebenfalls in der äußeren Ringmauer gelegenes Tor lag nördlich des erhaltenen Torbaus und führte zum Vorwerk. Nachweis für dessen Existenz sind Baurechnungen Wilhelms I. sowie eine Darstellung aus dem 17./18. Jahrhundert. Grabungen im Bereich eines vorhandenen Mauerbogens in der Nähe des Sorbenturms im Jahr 1998 brachten diesbezüglich jedoch keine Erkenntnisse. Ein weiteres Tor befand sich in der Umfassungsmauer der Kernburg etwa auf Höhe des heutigen Wohnhauses Schloßberg 5. Dieses bestand aus einem gotischen Portal mit einem dahinter liegenden zweigeschossigen Torhaus. Davor verlief der Halsgraben, der mittels einer Zugbrücke überquert wurde. Auf einer Darstellung dieses Tores von Christian Benjamin Müller (1690–1758) aus dem Jahr 1739 sind der Graben und die Zugbrücke bereits nicht mehr und von der Mauer nur noch Reste vorhanden. Die ungefähre Stelle ist heute mit Holzbohlen im Straßenbelag kenntlich gemacht.

### Amtshaus

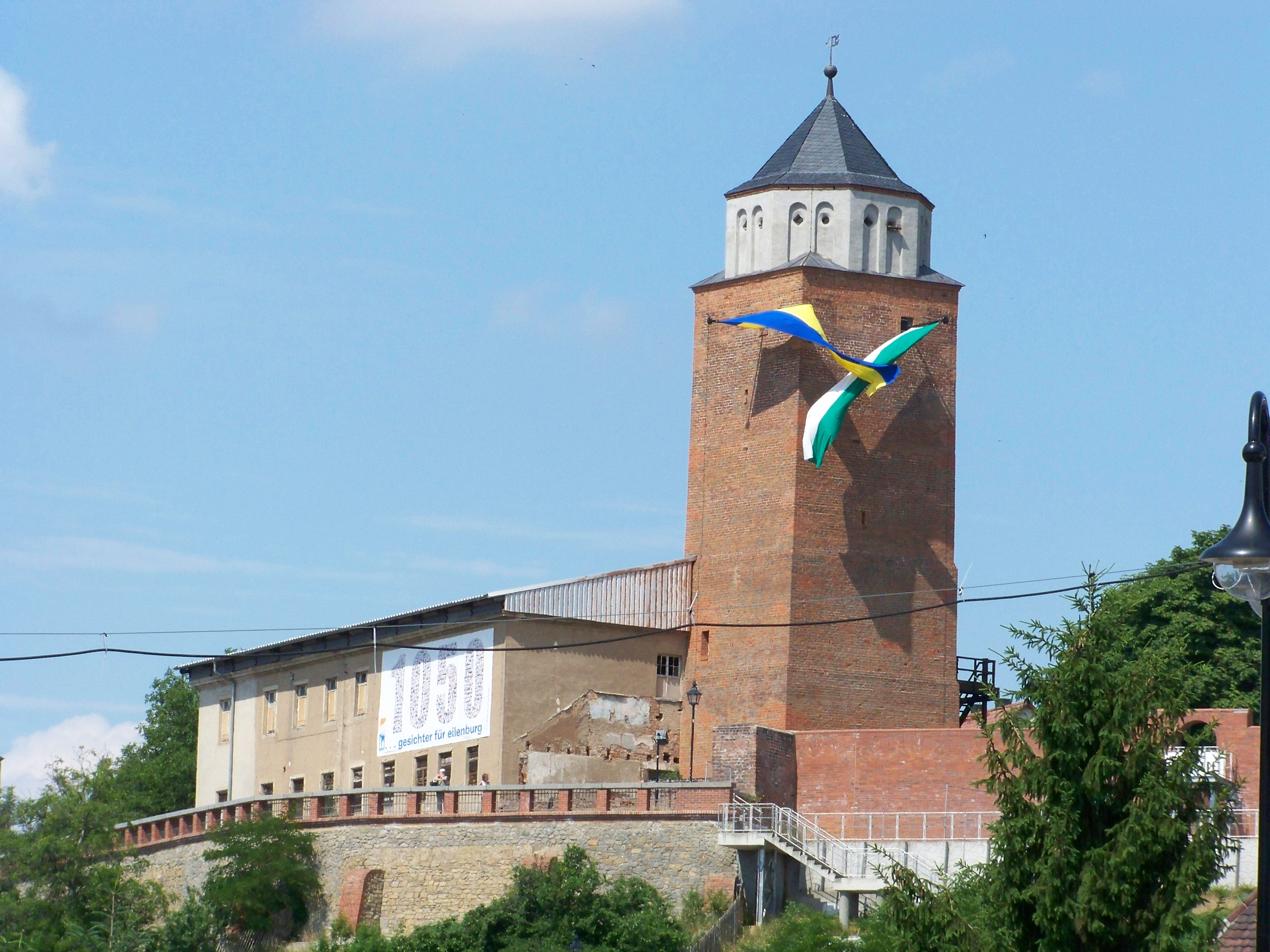
Amtshaus mit dem 1993 aufgesetzten Notdach und Mauerturm (2011)
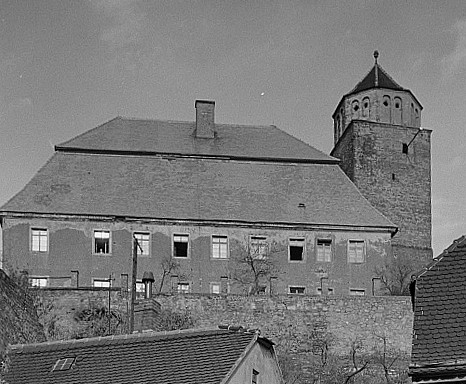
Amtshaus und Mauerturm, Fotografie: Roger Rössing (1952)
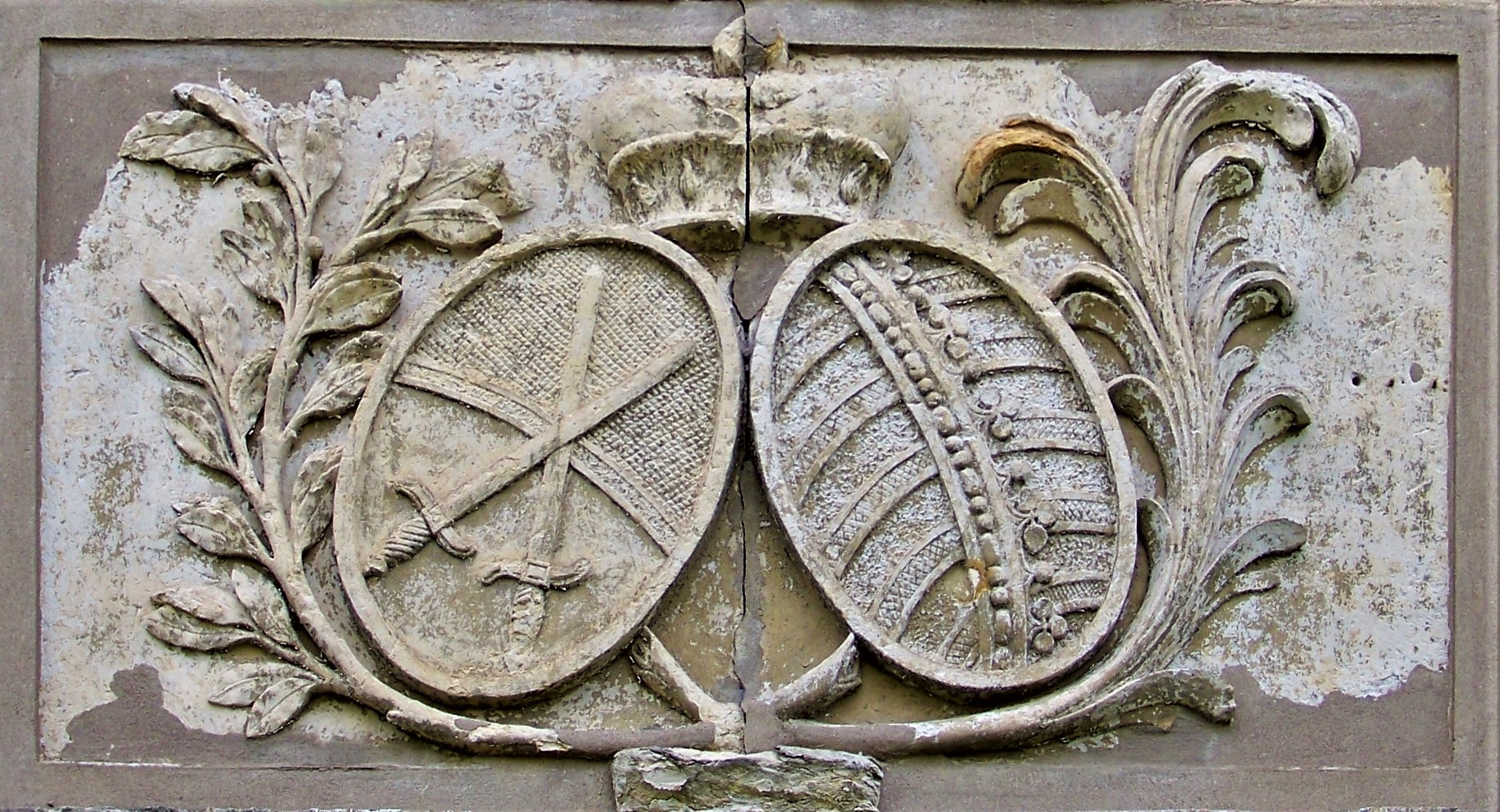
Doppelwappen über dem Eingang des Amtshauses (2013)

Das Amtshaus entstand etwa um 1700 unter Verwendung von Materialien des verfallenden Schlosses. 1786 folgte der Einbau eines repräsentativen Portals an der Nordfassade mit kurfürstlich-sächsischem Doppelwappen. Diente es zunächst als Sitz des Amtes Eilenburg war von 1890 bis 1992 das Amtsgericht Eilenburg im Gebäude untergebracht. 1993 wurde der Dachstuhl des hohen Mansardwalmdaches durch Brandstiftung komplett zerstört. Das infolgedessen aufgesetzte Notdach konnte bis heute nicht durch eine adäquate Dachstuhlrekonstruktion ersetzt werden. Das Gebäude ist seither ungenutzt.

### Gefängnis
Das unmittelbar an die Ringmauer angrenzende ehemalige Gefängnis wurde um 1700 und damit etwa zeitgleich mit dem Amtshaus errichtet. Der verputzte Ziegelbau steht auf dem rechteckigen Grundriss des ehemaligen Südhauses des alten Schlosses. Von diesem Vorgängerbau ist das Erdgeschoss erhalten geblieben und bildet nunmehr das Kellergeschoss des Gefängnisses, da das umliegende Höhenniveau durch die am Ort verscharrten Schuttmassen des zerstörten Schlosses zunahm. Das Gebäude diente zunächst als zentrale Haftanstalt des Amtes Eilenburg, war später preußisches Inquisitoriat und wurde noch bis hinein in die Zeit des Nationalsozialismus als Untersuchungsgefängnis genutzt. So war 1934 unter anderem der Widerstandskämpfer Kurt Bennewitz bis zu seiner Überführung in ein Gestapo-Gefängnis hier inhaftiert. Zu DDR-Zeiten wurde das Gebäude als Wohnhaus genutzt. Nach einem mehrjährigen Leerstand begann 2008 die denkmalgerechte Sanierung des Dachstuhls und der der Stadt zugewandten Fassade. Dabei erhielt das Schopfwalmdach zu beiden Seiten eine Schleppgaube. 2014/15 wurde die Sanierung zu Ende geführt und 2016 der Burgplatz neu gestaltet. Das alte Gefängnis dient heute in Anlehnung an die Eilenburger Heinzelmännchensage als Pension Heinzelberge für Rad- und Pilgertouristen.

## Sagen
- Ludwig Bechstein: Der Graf von Eilenburg und die Zwerge[17] (die Sage bezieht sich auf die Burg Eilenburg)